# توماس جی. بورچ
توماس جی. بورچ (به انگلیسی: Thomas G. Burch) سناتور سابق عضو حزب دموکرات ایالات متحده آمریکا بود. وی در سال ۱۹۴۶ میلادی سناتور ایالت ویرجینیا در سنای ایالات متحده آمریکا بود.